# 罗伯塔·威廉斯
罗伯塔·威廉斯（Roberta Williams；1953年2月16日—），旧姓霍耶尔（Heuer），美国电子游戏设计师、编剧，与游戏开发者的丈夫肯·威廉斯共同创办雪乐山公司。

## 早年生涯

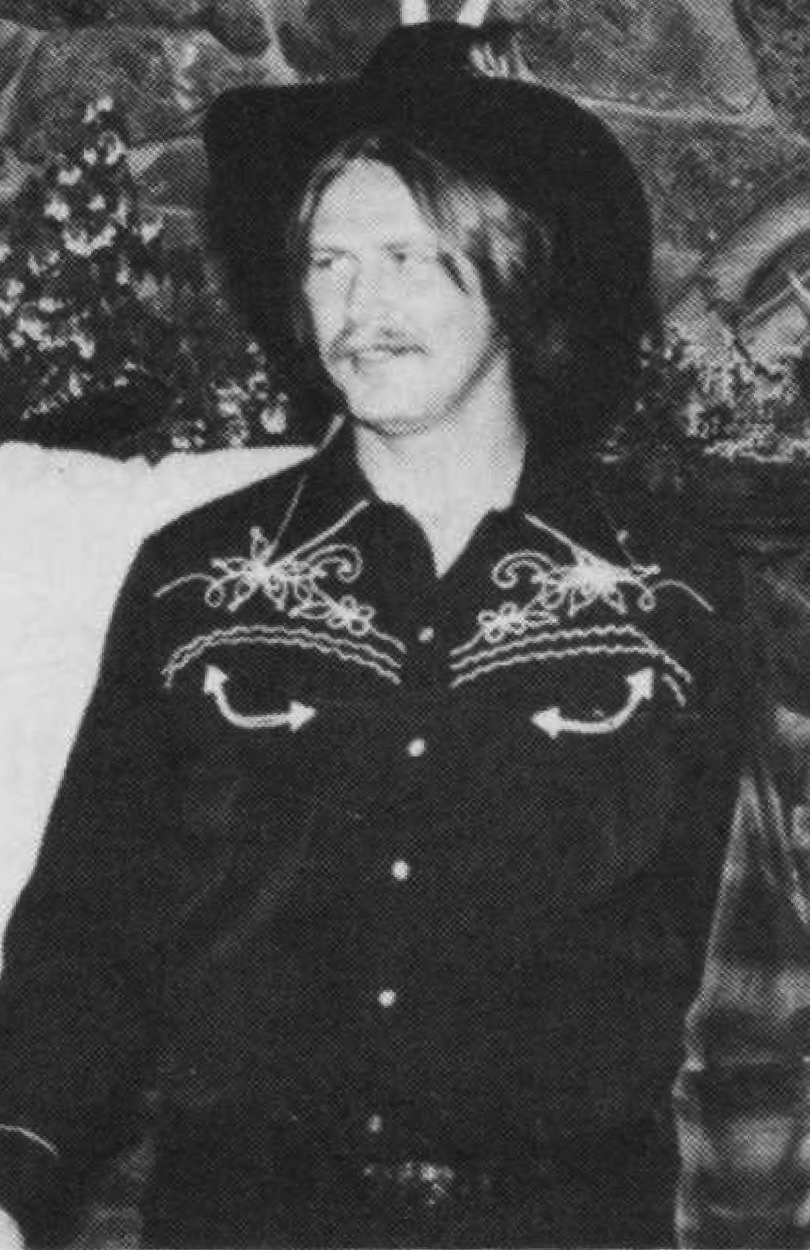
罗伯塔的丈夫肯·威廉斯，二人共同创办雪乐山

罗伯塔·霍耶尔1953年2月16日出生。她在南加利福尼亚州长大，是农业检查员的女儿。她生性腼腆、想象力丰富，常创作童话冒险故事逗乐家人。她躺在床上想象各种奇幻场景，有时称这是自己的“电影”。
她十几岁时与未来的丈夫肯·威廉斯结识并相恋。高中毕业后，借父亲在当地政府工作之便，她进入洛杉矶县福利部门当文员。罗伯塔1972年末和刚满18岁的肯·威廉斯结婚，1973年11月生下长子。二人到伊利诺斯州住了一段时间，此時罗伯塔找了份电脑操作员的工作。很快肯和罗伯塔搬回洛杉机；罗伯塔在勞瑞斯食品担任电脑程序师，编写COBOL语言。
1979年，這對夫婦育有两位子女。肯担任IBM大型计算机的程序师和顾问。他们渴望離開洛杉矶，過上在樹林中的梦想生活。肯思考如何在大都市外展开技术业务时，罗伯塔顶着经济压力，為全家买了台Apple II电脑。玩过几款文字冒险游戏后，罗伯塔越发喜欢电脑了。

## 游戏设计生涯

### 早期图形冒险游戏（1979年－1983年）

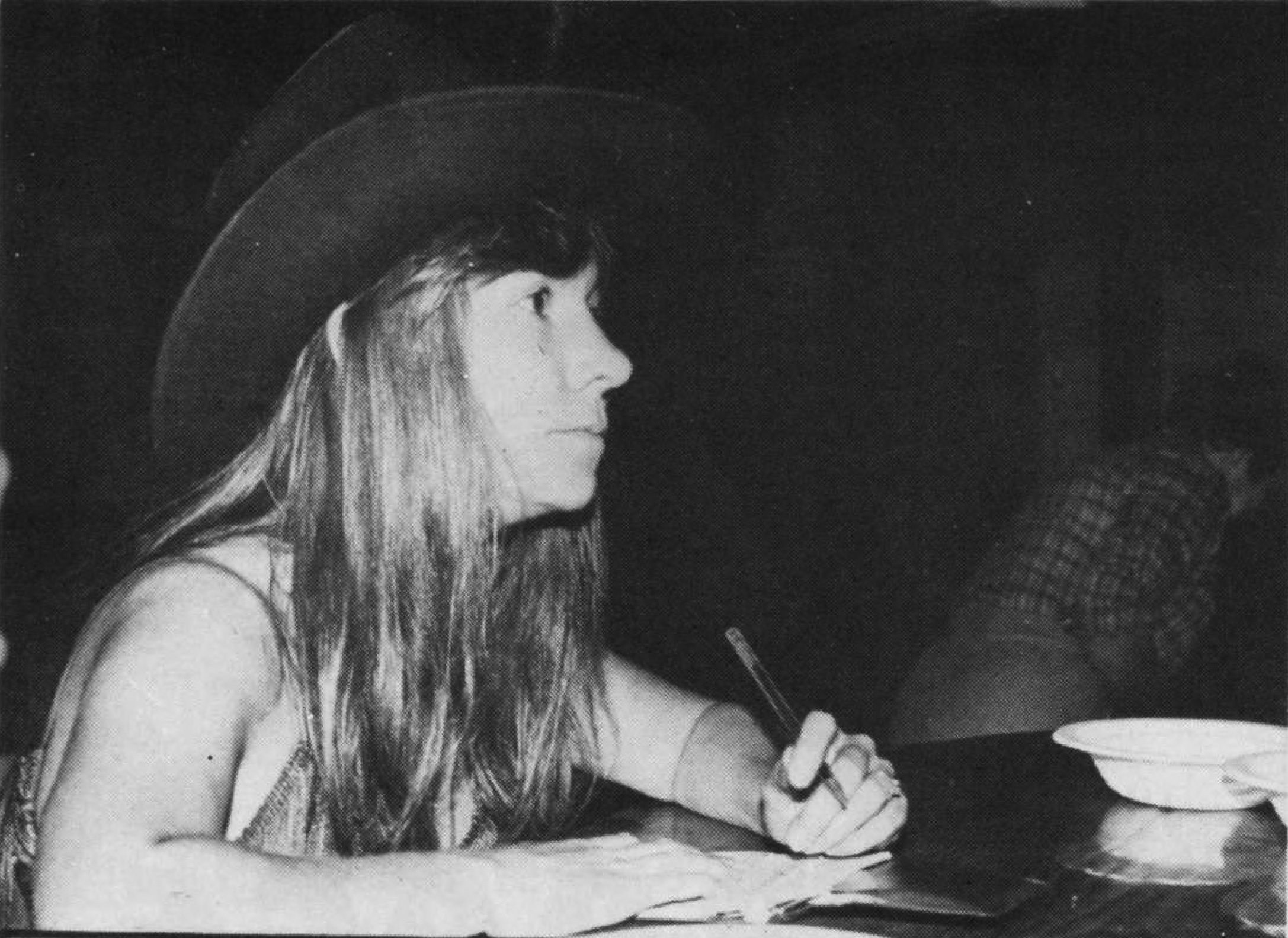
罗伯塔·威廉斯，摄于1981年On-Line Systems公司一周年庆典上

1979年前后，罗伯塔·威廉斯用她的电传打字机玩游戏，其中《巨洞冒险》等游戏尤令她着迷。受阿加莎·克里斯蒂小说《无人生还》和图版游戏《妙探尋兇》启发，她向丈夫肯·威廉斯描绘了心目中的电子游戏。罗伯塔创作故事，并說服肯編寫程式、指導技术。罗伯塔用Apple II电脑和Versawriter绘图板作畫。她用繪圖板作畫后將資料匯入电脑；因無現成軟體讀取Versawriter圖畫，肯专门編寫一段程式處理問題。最终他們在一張磁碟上壓縮了将近70张图片。

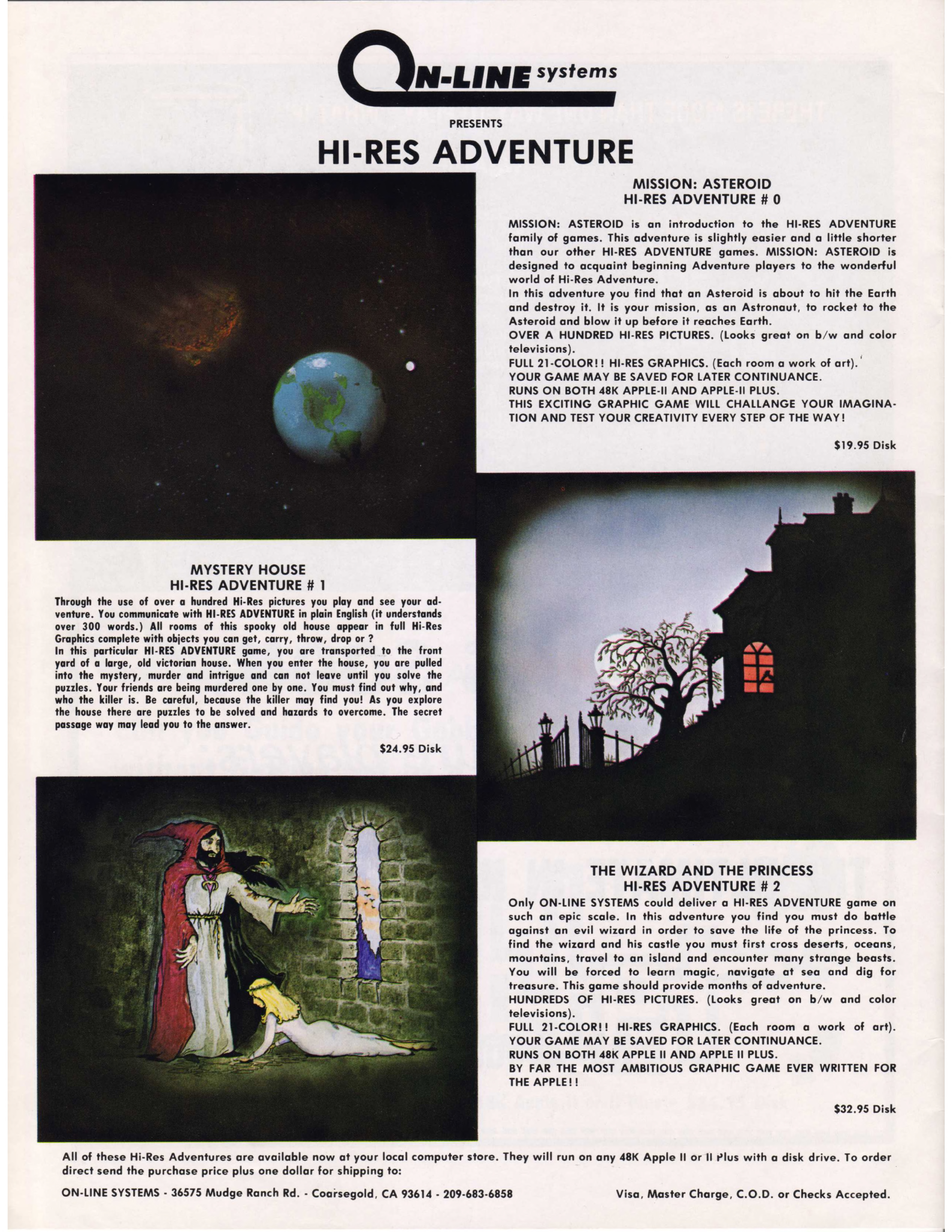
《On-Line消息》1981年6月号的广告，宣传了On-Line Systems的“高分辨率冒险”游戏，其中有《谜之屋》和《巫师与公主》

他们的果实是《谜之屋》，一款Apple II黑白冒险游戏。正如肯顾问公司On-Line Systems名下電腦雜誌宣傳的那樣，游戏1980年發行，以邮购管道销售。罗伯塔将磁盘和配套材料装进密封塑料袋，并在家中接听玩家的求助电话，肯亲自為电脑店配送游戏；游戏很快售出10,000套。肯辞掉咨询工作，希望二人搬出这座城市。
年内他们又推出《巫师与公主》。该作升級为彩色画面，并优化了抖动问题。游戏售出6万套，他们只得雇用销售和编程人员。头两款游戏的成绩让他们信心大增，On-Line Systems開始由顾问公司轉型遊戲开发商。1982年的时间旅行遊戲《时空地带》更富雄心﹔遊戲情节跨越数千年，容量達12张碟片。此时罗伯塔的双亲退休搬到加利福尼亞州奧克赫斯特，罗伯塔希望搬到父母旁邊。On-Line Systems扩张後從西米谷搬到科斯戈爾德，名稱也按附近的內華達山脈（Sierra Nevada）易名为雪乐山在线（Sierra On-Line）。
僅僅两年后，雪乐山已有近百名雇员，收入達1000亿美元。連同风险投资者在內，许多投资人開始青睐这家公司。吉姆·亨森在电影《黑水晶》上映前與肯·威廉斯接洽，希望推出改编游戏。罗伯塔很興奮，她堅信电子游戏是不輸电影的娱乐種類。遊戲大部分內容係她在纸上设计。1983年问世的游戏版《黑水晶》备受瞩目，公司获得主流媒体的关注；罗伯塔希望娱乐业不仅要认识到游戏的价值，更要认识到创造游戏的艺术家的价值。

### 国王密使系列（1983年－1994年）
1983年時，雪乐山在新投资人催促下擴大業務範圍，进军雅达利等卡带游戏。不久北美电子游戏业崩溃，雪乐山董事会提出同教育软件公司大三角帆软件合併。罗伯塔反對這筆交易，在合併會議上稱，「这些家伙就是个笑话。业内没有谁尊重他们。我们就不能谈些有意义的事吗？」虽然肯·威廉姆斯表示接受，但在罗伯塔的强烈反对下合并计划流产。雪乐山被迫裁员至30人，威廉斯夫妇住宅抵押支付他們的工資。
在IBM PC的研发過程中，雪樂山與IBM建立了牢固的关系：《巫师与公主》是该电脑的首批游戏游戏之一（該版本题为「塞雷尼亚冒险」）。雪乐山财务困难之际，IBM投资請他们开发一款游戏，展现即将问世的IBM PCjr电脑的技术能力。罗伯塔希望在《巫师与公主》的经验之上，开发一款伪三维全动画冒险游戏。此遊戲即1984年的《国王密使》。該作游戏融合了许多耳熟能详的童话，玩家通過遊戲直接体验故事。虽然PCjr未获成功，但《国王密使》登陆其他各类平台且迅速热销。伪三维是该作一大革命要素；这是首款能在屏幕上控制玩家角色在对象前方、后方或上方移动的冒险游戏。作为最早支持16色EGA标准的电脑游戏，《国王密使》确立了之后图形冒险游戏的新标准。
罗伯塔继续出任《国王密使》续作设计师；系列则以独特的叙事、日渐精进的画面和技术而称道。1986年，《国王密使III：孰能无后》发行。该游戏比系列前作更大更长，并登上《时代》杂志的史上50佳游戏榜单。续作《国王密使IV：罗塞拉的危险》1988年问世。这是首批迎接声卡的游戏之一，也是率先支持鼠标的冒险游戏之一。《国王密使IV》亦是最早启用女主角的游戏之一。罗伯塔刻意让女主角罗塞拉在前作结尾亮相。有同僚称女主角会让男性玩家流失，但最终游戏销售比前作更旺。事后调查表明，男玩家多不介意扮演女主角，女玩家则更喜欢这种体验。雪乐山收到的游戏注册卡中，近四成玩家为女性；媒体称赞威廉斯拓宽了个人电脑游戏玩家群。《国王密使IV》获称史上最具影响力的电子游戏之一，影响了《瘋狂大樓》等盧卡斯藝術冒險遊戲的设计。
威廉斯继续开发其他作品，例如教育游戏《鹅妈妈的困惑》。该作销量逾50万，CD-ROM版获软件出版协会最佳软件奖之最佳早教程序奖。1989年，威廉斯的益智冒险游戏《上校的遗产》发行。游戏继承了处女作《谜之屋》的理念，且文本解析器更为优化、图像更加细致。该作仍是罕见的女主人公游戏；而和传统的冒险游戏公式不同，游戏更像是互动的谜团，更多地将发现情节的责任交给玩家。1990年的《国王密使V：失城记》继续革新设计，成为首款图标式界面游戏。该作广受好评、奖项颇丰，入选1996年《電腦遊戲世界》的史上最伟大游戏榜单。
1990年代初，雪乐山已是年收入一亿美元的上市公司。1991年，《上校的遗产》的续作《安满拉的匕首》面世，其角色和概念出自威廉斯之手。在此同时，威廉斯还与珍·简森一道设计了《国王密使VI》。该作1992年发行，各家媒体受予最佳冒险游戏乃至最佳游戏之荣誉。1990年代中期，以国王密使系列为代表作的威廉斯是公司最受欢迎的设计师。作为唯一由女设计师缔造经营的电子游戏系列，这一传奇至今仍为人所铭记。

### 后续作品与休假（1995年－1999年）
除国王密使系列外，威廉斯还开发了写实恐怖冒险游戏《幽魂》。身为史蒂芬·金小说多年粉丝，她常思索如何创作恐怖类电子游戏。她认为真正的恐怖游戏离不开真人演员，因此游戏创作完全采用全动态影像。制作最终耗资400万美元，团队近200人，剧本超过500页。《幽魂》定位为成人游戏，加入色情与暴力画面。游戏以互动电影形式销售，共7张CD-ROM。尽管媒体评论褒贬不一，但游戏相当叫座：1995年内就售出100余万套，是最商业上最为成功的冒险游戏之一，也是雪乐山最畅销的游戏。威廉斯回忆称，这是她最喜欢的成果。
1996年，CUC国际以超过10亿美元的股票收购雪乐山。罗伯塔反对这比交易，其他几位雪乐山高管也认为CUC财务状况有些可疑。但因交易条款太过优惠，罗伯塔无法拒绝——若不最大化股东价值，或她会遭股东起诉。CUC接手后，公司管理决策层发生巨变；肯·威廉姆斯被免去雪乐山的职务，直接在新母公司工作。CUC重组也导致裁员。随着公司发行辑录14款游戏的《罗伯塔·威廉斯选集》，罗伯塔·威廉斯从游戏行业休假。
1997年初，罗伯塔·威廉斯重返游戏开发领域，创作《国王密使：永恒的面具》。她希望再次使用《幻影》中缺席的互动元素，并迎接最新的3D图形技术。雪乐山公司发生重大变革，新管理层要求一改传统冒险游戏风格，加入《暗黑破坏神》等流行游戏的角色扮演元素。罗伯塔删除某些角色扮演元素时，团队会将之重新加回，她与管理层权力斗争由此产生。公司出现财务欺诈指控后，罗伯塔既因无力掌控而失望，又对CUC产生怀疑。她担心公司的未来，开始与肯商讨出售股票。二人很快从公司撤资；肯于1997年底辞职，罗伯塔留下来完成《永恒的面具》。游戏1998年发行，评论和销量都不如人意；公司因此继续裁员，又被转售给维旺迪。这年CUC因夸大5亿余美元的收入被判财务欺诈。1999年，难以接受雪乐山衰落的罗伯塔离开公司。2000年代，动视和维旺迪合并后，雪乐山的资产由动视暴雪持有。

## 退休

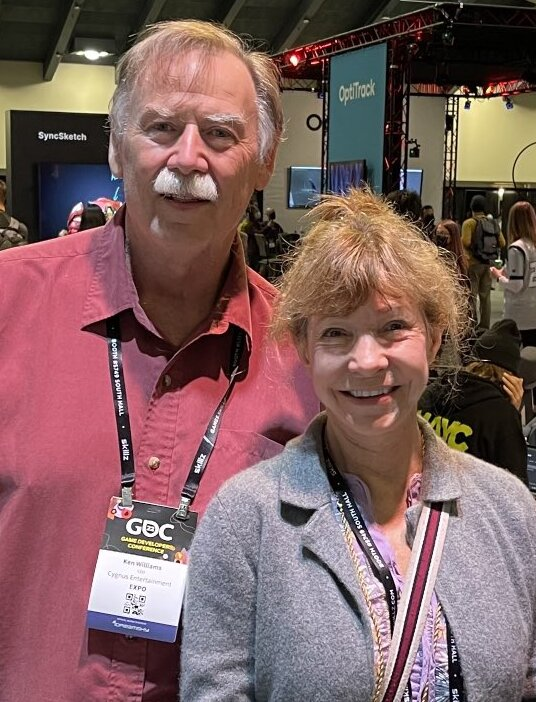
罗伯塔与肯·威廉斯，摄于2022年游戏开发者大会

《国王密使：永恒的面具》发行后，罗伯塔·威廉斯称她自1999年起從游戏产业休假。实际上，威廉斯夫婦与CUC签订了非竞争条款，5年内禁止涉足电子游戏业务。肯称五年期限结束后，他们已经转向其他事业了。至此罗伯塔离开游戏界：在18年的生涯中，她创作了20款游戏 。
这时她远离公众视线，很少在接受媒体发表讲话。在2006年的罕有采访中，她自认最大的成就是《幻影》；但对于影响早期事业的国王密使系列，她也表达了喜爱之情。威廉斯称，游戏设计师身份已成过去，现在她专注创作历史小说。她还迷上旅行，同丈夫一同成为狂热的水手。
2011年，电子游戏网站Gamezebo报道称，她为Facebook设计社交网络游戏《Odd Manor》。2012年，Replay Games聘用雪乐山老员工阿尔·洛和保罗·特罗韦开发冒险游戏花花公子拉瑞系列；特罗韦因此劝说威廉斯重回电子游戏界。动视雇用诉说游戏开发国王密使系列新作；威廉斯推辞制作，但提出了一些建议。该游戏后于2013年取消。2014年动视计划复活雪乐山品牌，让The Odd Gentleman公司创作《国王密使：骑士须知》。工作室称，他们咨询罗伯塔·威廉斯，希望「做一款像他们继续创造冒险游戏那样的游戏」。
2019年温哥华电影学院宣布，他们与游戏工作室The Coalition和Blackbird Interactive合作，颁发罗伯塔·威廉斯女性游戏设计奖学金。2021年，威廉斯自行出版了个人首部小说《告别塔拉》，背景设定于19世纪中叶爱尔兰大饥荒时期。
罗伯塔与肯2021年6月宣布，他们与艺术家马库斯·马克西姆斯·梅拉合作，重回游戏开发界。罗伯塔同年在采访中表示，资深游戏设计师可能会在长期休息后成功重返游戏行业，并称巅峰期结束职业生涯是有好处的。团队2022年透露，他们的新工作室天鹅座娱乐正重制3D版《巨洞冒险》。罗伯塔称，这款1970年代的先锋游戏开启了她的职业生涯，她很高兴用3D互动体验重新构想游戏。

## 荣誉与影响
1995年，罗伯塔·威廉斯登上《次世代》游戏业75位最具影响力玩家之榜单。1997年，传主登上《电脑游戏世界》最具影响力电脑游戏人物榜单第10位，原因是她影响了冒险游戏设计。1999年，GameSpot亦将她列为「电脑游戏界有史以来最具影响力的人物」榜单的第十位，原因是「突破图形冒险的游戏的极限」，「特别积极地从女性角度创造游戏，作品吸引主流市场，并尽力融入最新图形音效技术」。 2009年，IGN将她和肯·威廉斯列入有史以来最优秀的游戏创作者榜单的第23位，强调他们共同创立雪乐山这家创作「80与90年代一批最好、最知名冒险游戏」的公司。
罗伯塔·威廉斯登上《电脑游戏世界》2011年名人堂。夫妇二人获得2014年游戏大奖之业界标志奖。她还获得2020年第20届游戏开发者选择奖之先锋奖；奖项表彰她创作了《谜之屋》等有影响力的图形冒险游戏、开创国王密史系列、联合创立雪乐山。
肯·威廉斯称传主是完美主义者，「极其聪明、直觉敏锐且往往正确。她是不服管的。」Ars Technica称她是「冒险游戏圈的标志人物之一」、最早一批女知名游戏师，并称赞她在《幻影》和国王密使系列中的编剧和设计功力。《史密森尼》杂志称，她创作了首款图形式家庭电脑游戏，是图形冒险游戏之先锋。一些出版物称她「冒险游戏的皇后」。
罗伯塔·威廉斯本人也是一些游戏的角色与美术灵感来源。他是查克·本顿游戏《軟性色情大冒險》（由On-Line Systems发行）的封面人物之一。在之后的《困惑的鹅妈妈》中，她扮演鹅妈妈，与她的孩子登上封面。她还在《花花公子拉瑞3》的客串登场：她在“导演”《国王密使IV》一幕场景时被拉瑞打断。她还是AMC电视剧《奔腾年代》角色卡梅伦·豪的原形之一。威廉斯一家向国际电子游戏历史中心捐赠了一套设计材料。